# アンクル・ハウディ
アンクル・ハウディ（Uncle Howdy）は、プロレスラー。アンクル・ハウディ（Uncle Howdy）のリングネームでWWEに所属。

## 来歴
2022年12月16日、LAナイトがブレイ・ワイアットをスマックダウンで攻撃した際、ハウディがスクリーンに出現し、やがて煙の中に姿を現した。2022年12月30日、ワイアットの正面に出現し、ワイアットの得意技であるシスター・アビゲイルを仕掛けた。

## 正体
- ボー・ダラス = (可能性が高い)
- バリー・ウインダム
- ワイアットの分身
- マラカイ・ブラック
- ジョー・ゲイシー
- エリック・ローワン